# Franklin Lucero
Franklin Lucero (Renca, province de San Luis, 1897 — ?, 1976) était un militaire, diplomate et homme politique argentin. 
Originaire de la région de Cuyo, il suivit une formation militaire à Buenos Aires, puis engagea une carrière dans l’armée de terre, se vouant notamment, en dehors de ses tâches de commandement, à enseigner l’art de la guerre. Membre de la loge GOU, il accomplit , après l’accession au pouvoir de Juan Perón,  quelques missions diplomatiques à l’étranger, avant d’exercer comme ministre de la Guerre sous le deuxième gouvernement de Perón ; c’est à ce titre qu’il eut à réprimer la tentative (avortée) de coup d'État militaire de juin 1955 ainsi que la rébellion civico-militaire (réussie) de septembre de la même année. À l’avènement de la Révolution libératrice, dont ce dernier putsch avait été le prélude, il fut condamné à l’emprisonnement en Patagonie et dépouillé de ses grades et droits civiques.

## Biographie
Franklin Lucero naquit à Renca, petite localité rurale de la province de San Luis, dans l’ouest du pays. Son père, Ramón Lucero, petit-neveu du brigadier Pablo Lucero, qui fut gouverneur de San Luis de 1841 à 1854, avait acquis une propriété (l’actuelle Quinta San Ramón) à Cortaderas, localité sise dans la même province, quinta dont hérita, à sa mort en 1902, le frère aîné de Franklin, Pablo Lucero, puis, à la mort de celui-ci en 1936, Franklin lui-même, d’abord en copropriété avec sa belle-sœur, puis enfin en intégralité en 1946. Il y fera édifier une demeure en 1947. 
À l’issue d’études primaires à Renca, Franklin s’installa dans la capitale provinciale San Luis, au domicile de son frère Pablo, puis s’inscrivit en 1915 au Collège militaire de la nation, dans la banlieue de Buenos Aires. Il fut promu lieutenant en 1924 et épousa Rosa Delia Villarino, de qui il eut une fille, Rosa Amelia.
Avant son entrée en politique, il exerça comme professeur au Collège militaire de la nation, fit partie de l’état-major général de l’armée de terre et commanda le bataillon d’infanterie de l’École de sous-officiers de l’armée de terre. Il fut titulaire de la chaire de tactique à l’École supérieure de guerre et dirigea l’École d’infanterie.
Parallèlement, et à l’instar de son père, il se signala dans sa commune de Cortaderas par des dons faits à la collectivité locale, notamment en vue de la construction de bâtiments scolaires, d’un salon municipal et d’une salle de premiers soins.
En 1941, il se joignit au cercle politique qui allait plus tard constituer la loge militaire GOU. En 1944, le colonel Perón le nomma secrétaire du ministère de la Guerre. Dans les premières années du gouvernement Perón, il travailla comme attaché militaire à l’ambassade d’Argentine aux États-Unis, en plus de remplir différentes missions à l’étranger. En 1949, au lendemain de la réforme de la Constitution nationale, il accéda au poste de ministre de l’Armée et fut pendant toute la durée restante du gouvernement péroniste le chef militaire de rang le plus élevé — avec le grade de lieutenant-général — et celui qui jouissait de la plus haute confiance du président.
Lors de la tentative de coup d’État du 16 juin 1955, qui se traduisit notamment par un sanglant bombardement de la place de Mai à Buenos Aires, ce fut lui que le pouvoir chargea de réprimer la révolte avec toutes les forces disponibles. Le soulèvement une fois étranglé, il refusa d’appliquer aux responsables des mesures de persécution à outrance, et entra en conflit avec les fractions les plus loyales à Perón au sein de la CGT, qui projetaient d’armer une milice populaire.
À l’éclatement de la Révolution libératrice, il sera une nouvelle fois chargé de la répression des putschistes. Cependant la stratégie du général rebelle Eduardo Lonardi, centrée sur la ville de Córdoba et sur d’autres foyers de rébellion éloignés de la capitale, finit par l’emporter. Le 19 septembre 1955 à midi, Perón rédigea une lettre confuse et ambiguë adressée à Franklin Lucero, alors ministre de l’Armée et loyal au gouvernement constitutionnel. Dans cette lettre, Perón laissait entendre son intention de démissionner :

« Il y a quelques jours [...] je décidai de céder le pouvoir [...]. À présent, ma décision est irrévocable [...]. Des décisions analogues de la part du vice-président et des députés [...]. Par là même, le pouvoir du Gouvernement passe automatiquement aux mains de l’Armée. »

— Juan D. Perón. Lettre au général Franklin Lucero.
Le contenu de la lettre fut interprété par Lucero comme une décision de démission, et le conduisit par conséquent à entreprendre de former une junte de gouvernement, composée entre autres des généraux José Domingo Molina, Raúl Tanco, Juan José Valle, Angel J. Manni, Emilio Forcher et Oscar A. Uriondo, et dont il proclara qu’elle avait assumé le pouvoir exécutif. Ensuite, Lucero donna lecture de la lettre de Perón à la radio et à la télévision nationales. Pourtant, dans la même soirée, Perón se réunit avec la junte militaire et, jouant sur l’ambiguité des termes utilisés dans sa missive, informa qu’il n’avait nullement l’intention de démissionner ; toutefois, la dissolution de la junte ne fut pas décidée pour autant.
À la suite de la victoire du coup d’État et de l’instauration du régime dictatorial autodénommé Révolution libératrice, les vainqueurs établirent une cour martiale à l’effet de juger les vaincus. Lucero fut le premier à être détenu à l’Institut pénal des forces armées (actuelle Unité 28 de Magdalena, dans la province de Buenos Aires) consécutivement aux activités de ladite cour. Ultérieurement, le 28 février 1957, sur l’accusation de « malversation militaire réitérée » et, en particulier, pour n’avoir pas pris toute mesure utile pour contenir les troubles ayant conduit à l’incendie d’églises en juin 1955, Franklin Lucero sera condamné à la prison et à la privation absolue et perpétuelle de ses droits politiques et civiques, et dépouillé de son grade et uniforme militaires,. Il passera par différents lieux de détention (Río Gallegos, Ushuaïa, Magdalena), puis, finalement remis en liberté, se fixera pour un temps dans sa propriété à Cortaderas.
Resté fidèle à Perón, il put bénéficier en 1973 d’une loi d’amnistie, annulant les effets de la condamnation de 1957 ; son grade de général de division lui fut restitué en décembre 1973, par décret signé par Perón et le ministre de la Défense Ángel Robledo.
Il succomba en octobre 1976 à une insuffisance cardiaque. En 1988, une école de la commune de Cortaderas sera baptisée à son nom.

## Ouvrage publié par Franklin Lucero
- (es) Franklin Lucero, El precio de la lealtad, Editorial Propulsión, 1959.